# Nicola Fazzini
Nicola Fazzini (Milano, 19 agosto 1970) è un compositore, sassofonista e direttore artistico italiano.

## Formazione
A 16 anni inizia i suoi studi di sassofono con il M° Giuseppe Scala, partecipa ai seminari di "Siena Jazz", alla manifestazione milanese "Musica in metrò" ed ai corsi di perfezionamento col sassofonista Maurizio Caldura.
Nel 1992 si trasferisce a Graz (Austria) dove frequenta fino al 1997 il dipartimento di Jazz della Musikhochschule, ed ottiene il diploma triennale in sassofono jazz. In questi anni studia con i sassofonisti Karlheinz Miklin, Heinrich Von Kalnein e Karl Drewo ed ha la possibilità di partecipare a seminari di musicisti jazz di fama mondiale (tra cui Barry Harris, Bill Dobbins, Bob Brookmeier, Hal Crook, Joe Lovano e Clark Terry).
Nel 2008 completa il suo percorso di studi conseguendo il diploma di Jazz presso il conservatorio “A. Steffani” di Castelfranco Veneto (TV) con la votazione di 110.

## Didatta
Ha diretto dal 2007 al 2014 la Scuola di Musica Thelonious Monk di Mira (VE).
Dal 2016 tiene laboratori di Improvvisazione e Composizione presso l’Università Ca’ Foscari di Venezia.
Ha insegnato presso i Conservatori di Vicenza e Rodi Garganico (FG).

## Carriera musicale
Durante gli anni di studio a Graz inizia la sua attività concertistica con un proprio quartetto e quintetto (con il quale ha ospitato il trombettista Enrico Rava), col nonetto del percussionista Berndt Luef, con la MHS Grazer Big Band diretta dal trombettista Steve Gut, e collabora con il cantante Mark Murphy.
Dal 1997 al 1999 vive a Parigi, dove matura diverse esperienze musicali come il reggae, klezmer e le sonorizzazioni.
Nel 1999 torna in Italia, in Veneto, e fonda il quartetto "Palo Alto" (con Dario Volpi, Danilo Gallo e Zeno De Rossi), con il quale registra due dischi (Palo Alto e Crash Test) ed ha un'intensa attività concertistica internazionale. Nel contempo entra nella "Thelonious Monk Big Band" diretta da Marcello Tonolo, con la quale registra il disco Night Over e collabora con artisti di fama mondiale come Steve Swallow e Carla Bley.
Nel 2002 è finalista del Premio nazionale Massimo Urbani e vince una borsa di studio per i seminari di Umbria Jazz.
Nel 2007 registra il disco Watch Your Step con la sua nuova formazione "Nicola Fazzini 4et" composta da Riccardo Chiarion alla chitarra, Stefano Senni al contrabbasso e Tommaso Cappellato alla batteria; nello stesso periodo fa parte dei quintetti di Elena Camerin e Marcello Tonolo.
Nel 2008 suona con la Lydian Sound Orchestra, diretta da Riccardo Brazzale, registra un disco (The Lydian Trip) ed ottiene il riconoscimento come miglior formazione orchestrale jazz dalla rivista Musica Jazz.
Nel 2010 entra nel quartetto del chitarrista Lanfranco Malagutti, con il quale registra 6 dischi. Dal 2010 al 2016 è il direttore artistico della rassegna Jazz a Mira.
Dal 2011 è co-direttore artistico con il bassista Alessandro Fedrigo dell'associazione culturale nusica.org, la cui mission è la documentazione e la diffusione della musica jazz e dell’espressione musicale contemporanea. L'associazione è un'etichetta discografica, organizza rassegne e festival, realizza seminari e incontri didattici, produce tour di concerti. All'interno di nusica.org nascono le formazioni CREI ensemble, Hyper+, ITACA 4et ed XYQuartet.
Nel 2013 registra Metamorfosi, secondo disco del "Nicola Fazzini 4et" con il batterista Luca Colussi che subentra a Tommaso Cappellato.
Dal 2016 in poi numerose le collaborazioni internazionali: viene pubblicato il cd Saadif sempre con l’etichetta nusica.org con ospite il trombettista chicagoano Amir ElSaffar, collabora con Samuel Blaser, Miles Okazaki, François Houle e la Wolfgang Schmidtke Orchestra.
Dal 2017 è direttore artistico del network Jazz Area Metropolitana, rassegna musicale nella riviera del Brenta e Miranese.
Con la formazione XYQuartet di cui è co-leader con Alessandro Fedrigo, con Saverio Tasca al vibrafono (nel primo disco c'era Luigi Vitale) e Luca Colussi alla batteria registra 4 dischi, effettua numerosi concerti in Italia ed all'estero e riceve molti riconoscimenti, tra cui quello di seconda miglior formazione italiana jazz nel 2014 e 2017 dalla rivista Musica Jazz.
Nel 2019 con i canadesi François Houle e Nick Fraser realizza un tour in Canada partecipando a tre dei principali festival locali internazionali: Vancouver, Ottawa e Toronto, oltre a diversi concerti in Europa dando origine al cd Vortex a documentazione di questo progetto.

## Discografia
- 2001 - Music by and for Lennie Tristano & Lee Konitz, Palo Alto (Panastudio Productions)
- 2002 - Crash Test, Palo Alto (Jazz'n'Arts Records)
- 2004 - Lester, live alla 6ª edizione del festival Nord-Est Jazz-Fest (Caligola Records)
- 2003 - Royal Big Band Vol. 2, Royal Big Band (Velut Luna)
- 2005 - Grazie dei fiori?, Elena Camerin Quintetto (Caligola Records)
- 2007 - Thelonious Monk Big Band DVD (Caligola)
- 2007  - Schtik, Zeno De Rossi ensemble (El Gallo Rojo)
- 2008 - Watch your step, Nicola Fazzini 4et (Caligola Records)
- 2008 - Music on Poetry, Marcello Tonolo (Caligola Records)
- 2009 - The Lydian Trip, Lydian Sound Orchestra (Almarecords)
- 2009 - We See, UT Gandhi, Gallo Trio (Anelli Records)
- 2010 - The Empty Bottle Market, Nicola Fazzini, Nicola Bottos, Simone Serafini e Klemens Marktl (nBn Records)
- 2011 - Panorami, Lanfranco Malagutti Quartetto (Splasc(h) Records)
- 2012 - Idea F, XYQuartet (nusica.org)
- 2012 - Galaxies, Lanfranco Malagutti Quartetto (Splasc(h) Records)
- 2013 - Chrysalis, Lanfranco Malagutti Quartetto (Splasc(h) Records)
- 2014 - Metamorfosi, Nicola Fazzini 4et (Caligola Records)
- 2015 - Papillon, Lanfranco Malagutti Quartetto (Splasc(h) Records)
- 2014 - Monk's Mood, Wolfgang Schmidtke Orchestra (Jazzwerkstatt)
- 2014 - XY, XYQuartet (nusica.org)
- 2015 - Random2, Nicola Fazzini (nusica.org)
- 2015 - Oltre il Confine, Lanfranco Malagutti Quartetto (Splasc(h) Records)
- 2016 - Night Over, Marcello Tonolo & Thelonious Monk Big Band (Caligola Records)
- 2016 - Why Not?, Lanfranco Malagutti Quartetto (Splasc(h) Records)
- 2016 - Saadif, Hyper+ Amir Elsaffar (nusica.org)
- 2017 - Orbite, XYQuartet (nusica.org)
- 2018 - Monk's Mood, Wolfgang Schmidtke Orchestra (Jazzwerkstatt)
- 2020 - Vortex, ITACA 4et (nusica.org)
- 2020 - QuartettoQuartetto, XYQuartet e Ensemble di Percussioni Pedrollo (nusica.org, Conservatorio Pedrollo di Vicenza)